# Чемпионат Литвы по волейболу среди женщин
Чемпионат Литвы по волейболу среди женщин — ежегодное соревнование женских волейбольных команд Литвы. Проводился в 1935—1939 и в 1943 годах. С 1991 года возобновлён в качестве чемпионата независимой Литвы. Организатором чемпионатов является Литовская федерация волейбола.

## Формула соревнований
В сезоне 2024/25 чемпионат включал два этапа — предварительный и плей-офф. На предварительной стадии 5 команд провели двухкруговой турнир. Все вышли в плей-офф, где к ним присоединился «Каунас-ВДУ» (он и победитель предварительной стадии напрямую вышли в полуфинал), и по системе с выбыванием определили финалистов, которые разыграли первенство. Четвертьфинальные серии проводились до двух побед одного из соперников. Полуфинал и финалы прошли в формате «финала четырёх».
За победу со счётом 3:0 и 3:1 команды получают 3 очка, 3:2 — 2 очка, за поражение со счётом 2:3 — 1 очко, 0:3 и 1:3 — 0 очков.
В чемпионате 2024/25 участвовали 6 команд: «Каунас-ВДУ» (Каунас), «Состинес-Таурас» (Вильнюс), «Аушрине» (Йонава), «Стартас-Виктория-Свая» (Каунас), «Вильнюс Университатес» (Вильнюс), ЛСУ (Каунас). Чемпионский титул выиграл «Состинес-Таурас», победивший в финале «Каунас-ВДУ» 3:1. 3-е место занял «Стартас-Виктория-Свая».

## Чемпионы
| - 1935 КЙСО Каунас - 1936 КЙСО Каунас - 1937 КЙСО Каунас - 1938 «Грандис» Каунас - 1939 не завершён - 1943 ЛГСФ Каунас - 1991 «Нерис» Каунас - 1992 «Нерис» Каунас - 1993 «Нерис» Каунас - 1994 «Хекса» Каунас - 1995 «Алтима» Каунас - 1996 «Хекса» Каунас - 1997 «Хекса» Каунас - 1998 «Алтима» Каунас - 1999 «Хекса» Каунас - 2000 «Хекса» Каунас - 2001 «Хекса» Каунас - 2002 «Хекса» Каунас - 2003 «Прекиба» Алитус - 2004 «Хекса» Каунас - 2005 «Хекса» Каунас | - 2006 «Хекса» Каунас - 2007 «Хекса» Каунас - 2008 «Ахема» Йонава - 2009 «Ахема» Йонава - 2010 «Таурас» Вильнюс - 2011 «Хекса» Каунас - 2012 «Хекса» Каунас - 2013 «Ахема» Йонава - 2014 «Ахема» Йонава - 2015 «Ахема» Йонава - 2016 «Хекса» Каунас - 2017 АСУ Каунас - 2018 АСУ Каунас - 2019 «Каунас-ВДУ» Каунас - 2020 чемпионат не завершён, итоги не подведены - 2021 «Каунас-ВДУ» Каунас - 2022 «Каунас-ВДУ» Каунас - 2023 «Аушрине» Йонава - 2024 «Каунас-ВДУ» Каунас - 2025 «Состинес-Таурас» Вильнюс |